# Agapetes pyrolifolia
Agapetes pyrolifolia är en ljungväxtart som beskrevs av Airy Shaw. Agapetes pyrolifolia ingår i släktet Agapetes och familjen ljungväxter. Inga underarter finns listade i Catalogue of Life.